# Jess & James
Jess & James je argentinský hraný film z roku 2015, který režíroval Santiago Giralt podle vlastního scénáře. Snímek měl světovou premiéru na Tels Quels Festival v Bruselu 10. března 2015.

## Děj
James se jednoho dne seznámí s Jessem a nabídne mu výlet po venkově. James se právě pohádal s matkou, protože přestal chodit do práce. Jesse zase nutí rodiče, aby se oženil s těhotnou kamarádkou. Oba tedy chtějí na cestě přijít na jiné myšlenky. James doufá, že se na cestě více sblíží, ale Jess zůstává odtažitý. V jednom městečku potkají Tomáse, který jim nabídne přespání u sebe doma. Přemlouvají ho, aby odjel s nimi, ale Tomás odmítne. Pokračují dále, protože Jess chce navštívit svého staršího bratra, kterého neviděl od té doby, co se pohádal s rodiči. Napoprvé netrefí správnou cestu a žena bydlící sama na farmě jim nabídne večeři a ubytování. Druhý den pokračují a navštíví Jessova bratra s rodinou. Jess bratrovi sdělí, že James je jeho přítel.

## Obsazení
| Martín Karich       | Gerónimo/Jess  |
| Nicolás Romeo       | James          |
| Federico Fontán     | Tomás          |
| Alejandro Paker     | Horace         |
| Nahuel Mutti        | Pedro          |
| Denise Yañez        | Mimí           |
| Umbra Colombo       | Jamesova matka |
| Mónica Trejo        | Mónica         |
| Uky Suescun         | Estancia       |
| Juan Manuel Orlando | Brenda         |